# Delete (klawisz)
Delete – klawisz na komputerowej klawiaturze architektury PC. Jego najczęstszym zastosowaniem jest usuwanie znaków znajdujących się za kursorem tekstu. Nazwa ta bywa czasem skracana do formy „Del”.

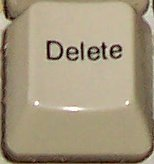
klawisz Delete
klawisz Delete (po lewej, u dołu)